# Rönningstjärnet, Bohuslän
Rönningstjärnet är en sjö i Tanums kommun i Bohuslän och ingår i Enningdalsälvens huvudavrinningsområde. Sjön är 11,5 meter djup, har en yta på 0,01 kvadratkilometer och befinner sig 145 meter över havet.